# 滋賀県立玉川高等学校
滋賀県立玉川高等学校（しがけんりつ たまがわこうとうがっこう）は、滋賀県草津市野路東三丁目にある公立の高等学校。

## 概要
1981年（昭和56年）に、県下5新設高校の1つとして設置が決定し、同年に開かれた滋賀県議会厚生文教常任委員会により本校の設立を承認した。なお、校舎の建設が遅れたため、当校の開校は滋賀県立湖南農業高等学校の旧校舎を借りて開校を迎えた。1983年（昭和58年）夏に第一期建築工事が完成し、引渡しを受けて仮校舎（滋賀県立湖南農業高等学校）より移転したが、当時の制服は2学期の新校舎移転時まで統一されておらず、大半の生徒は出身中学校の制服を着て1学期を過ごした。このため、入学式の集合写真では、出身中学校ごとに異なる制服を着ていた。

## 歴史
- 1981年（昭和56年）
  - 5月19日 - 定例教育委員会において、県下5新設高校の1つとして本校を設置することが決定する。なお、開校予定時期は1983年（昭和58年）4月であった。
  - 5月26日 - 滋賀県議会厚生文教常任委員会において、本校の設置が承認される。
- 1982年（昭和57年）
  - 4月1日 - 県教育委員会に「新設高等学校開校準備室」を設置。同日より開校事務を開始する。
  - 8月9日 - 用地買収を実施。草津市野路町にある54,401 m2の土地が本校の用地となった。
  - 9月30日 - 同月に行われた定例県議会において、「滋賀県立学校の設置および管理に関する条例」が改正され、本校の設置が決定する。
  - 12月22日 - 用地の造成を開始する。
- 1983年（昭和58年）
  - 2月19日 - 第一期建築工事の起工式が行われる。
  - 4月8日 - 開校（当時は滋賀県立湖南農業高等学校の旧校舎を使用）。
  - 7月15日 - 第二期建築工事が着工する。
  - 8月22日 - 第一期建築工事が完成し、引渡しを受ける。同日付で仮校舎より移転する。
  - 9月1日 - 現校舎で二学期始業式を行う。
  - 11月25日 - 開校記念式典を行う。
- 1984年（昭和59年）8月17日 - 第二期建築工事が完成し、引渡しを受ける。
- 1986年（昭和61年）3月15日 - プールが完成する。
- 1987年（昭和62年）3月25日 - 格技場が完成する。
- 1992年（平成4年）3月25日 - 教育用コンピュータ（CAIシステム[3]）を設置する。以降、定期的に機器更新を行う。
- 1998年（平成10年）3月30日 - セミナーハウス（白萩館）が完成する。
- 2008年（平成20年）4月1日  - 3学期制45分7限授業を施行する。
- 2012年（平成24年） - 同年度の修学旅行から行き先を台湾に変更（姉妹校締結を結んだ桃園市立内壢高級中等学校との国際交流を兼ねるため[4]）[5]。

（注記なき出典：）

## 基礎データ

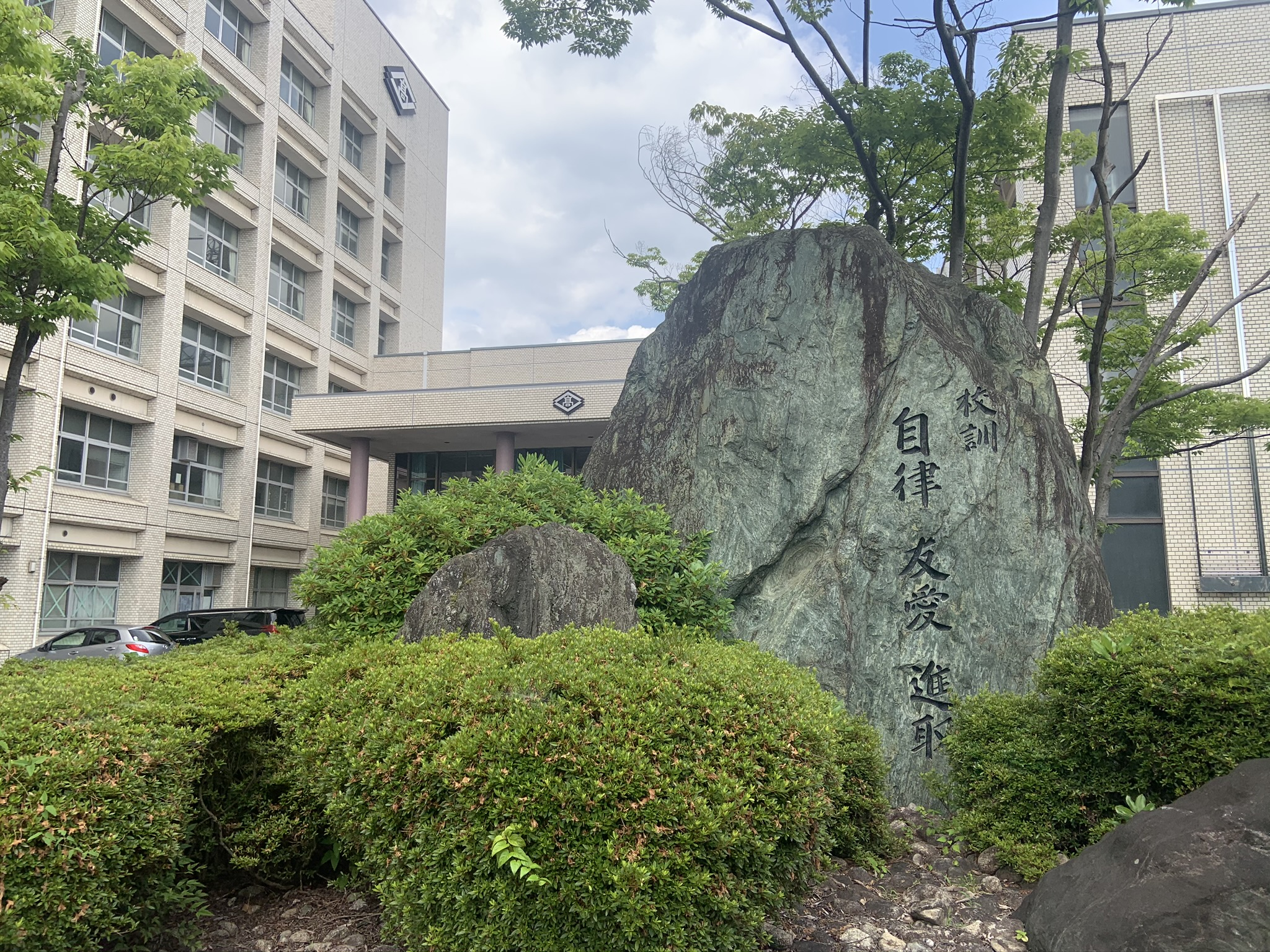
校訓石碑（1983年4月に奥井善三が寄贈したもの）

### 象徴
- 校章 - 玉川の「玉」を図案化したものであり、かみ合う3つの菱形は「高校生の無限の成長・深い思索・幅広い連帯」を表したものである[6]。

### スローガン
- 校訓 - 自律・友愛・進取[1]
- 教育目標 - 将来に展望をもち、人間性豊かで自立した学習者を育てる[1]

## 設置学科
- 普通科

## 部活動
以下の各部から成る。2017年夏は空手・フェンシング・ラグビーフットボールの各部が全国大会に出場した。この他、将棋部は第41回全国高等学校総合文化祭（みやぎ総文2017）に出場し、美術部の作品が同文化祭に滋賀県代表として出展した。
- 運動部 - サッカー、陸上競技、空手道、ソフトテニス、水泳、硬式テニス、バドミントン、硬式野球
- 文化部 - 将棋、吹奏楽、美術

## 著名な卒業生
- 松村豊司（元プロ野球選手）

## アクセス
- JR琵琶湖線（東海道本線）南草津駅から帝産湖南交通。「玉川高校」停留所下車、徒歩約1分[9]。「桜ヶ丘北口」停留所下車、徒歩約5分[9]。